# Redowa
Redowa – taniec czeski, przypominający mazurka i polkę. 
Termin redowa pochodzi z literatury niemieckojęzycznej, w której rozpowszechnił się w latach 40. i 50. XIX wieku, po przeniknięciu tańca poza terytorium Czech.  
Redowa składa się z dwóch części. Od 1829, kiedy po raz pierwszy została wprowadzona jako taniec salonowy w Pradze, były one opisywana dwoma terminami: rejdovák (umiarkowane tempo w metrum 3/4 lub 3/8) i rejdovačka (szybkie tempo w metrum 2/4 lub 4/8).  
Nazwa redowa spotykana jest w terminach dwuskładnikowych „walc redowa” oraz „polka redowa” wskazujących metrum i tempo danego utworu. 
Taki sam taniec pod nazwą redova występował w XIX pośród metysów meksykańskich.